# Изпепеляваща страст
Изпепеляваща страст (на испански: Pasión) е мексиканска теленовела, създадена от Мария Саратини, режисирана от Моника Мигел и Карина Дупрес и продуцирана от Карла Естрада за Телевиса през 2007 г. Това е четвъртата теленовела, продуцирана от Карла Естрада, чието действие се развива в различна историческа епоха (настоящата е през 1740 г. - времето на колониално Мексико), след Алондра, Истинска любов и Пробуждане.
В главните роли са Сусана Гонсалес, Фернандо Колунга и Себастиан Рули, а в отрицателните - Даниела Кастро, Хуан Ферара, Хосе Елиас Морено, Мати Уитрон и Майте Ембил.

## Сюжет
Камила Дариен е дъщеря на собственика на мелницата в Сан Фернандо. Камила е красиво и весело момиче, отдадено на Сантяго Маркес, добър и красив млад мъж, собственик на малка ковачница. Историята започва, когато Сантяго, който отсъства от четири години, тъй като е останал пленник на англичаните, се завръща в Сан Фернандо с намерение да се ожени за Камила. Но преди да могат да направят това, те трябва да получат разрешение, според обичая, от градския съветник, дон Хорхе Манчера и Руис. Когато обаче отиват при него, той изисква правото Камила да му принадлежи, което означава, че съветникът има право да прекара първата нощ с новата омъжена жена.
Въпреки че семейството ѝ отказва, в нощта на банкета преди сватбата, приятелите на дон Хорхе принуждават Камила, Сантяго се съпротивлява, но в борбата той е сериозно ранен с меч в гърба. Същата вечер дон Хорхе се напива и заспива, без да има сексуален акт с Камила, но когато се събужда, я принуждава да каже, че е успял да спи с нея. Камила бяга, но след завръщането си научава, че Сантяго е напът да умре, така че вече са изпратили свещеник да му даде последно причастие. Камила, обзета от мъка, бяга към реката, където плаче неутешимо. Там тя е отвлечена от пирати, които я отвеждат на своя кораб, където се среща с други пленници, Химена и Клаудио и брат им, Анхел, и те стават приятели. Една нощ, по пътя, пиратите изнасилват нея и другите жени.
По-късно пиратите пристигат на плаж, където се практикува търговия с роби. Корабът, в който се транспортират, принадлежи на пират с прякор Антияно, който ги превозва до Ла Мариана, остров, където се продават пленниците. Камила е купена от дон Тимотео де Саламанка, жесток и зъл старец, който я отвежда да живее с него и сляпата му дъщеря, Мария Лисабета, и със сестра му Франсиска. Камила е принудена да се ожени за дон Тимотео при условие, че след като умре, тя ще бъде освободена. Преди сватбата Камила убеждава Франсиска да изпрати писмо до семейството ѝ, за да бъде спасена и че тя ще напусне, без да изисква наследство. Писмото обаче е получено от Рита, сестрата на Камила, която винаги е завиждала на Камила и обичала Сантяго, така че тя унищожава писмото, за да може сестра ѝ да се омъжи за Тимотео.
Дон Тимотео има племенник, Рикардо, който заради игрите на съдбата е принуден да упражнява пиратство с прякора Антияно дори против волята си. Омразата, която дон Тимотео е изпитвал към брат си, бащата на Рикардо, е толкова голяма, че след като умрира брат му, той отмъщава на племенника си, обвинявайки го в убийство и принуждавайки го да бяга на кораб, който е бил нападнат от пирати, които са му дали възможност да направи своя избор - смъртта или да се присъедини към тях.
След известно време дон Тимотео умира и Камила наследява всичко, оставяйки Франсиска и Лисабета на улицата по невнимание. Камила се завръща в селото си и научава, че Сантяго е оцелял, но сега е женен за Рита. Междувременно Франсиска решава да си отмъсти на Камила и получава писмо от лекаря на Тимотео, от което тя разбира, че бракът на брат ѝ не е консумиран и че Камила трябва да се откаже от богатството. Рикардо на свой ред заминава за Сан Фернандо с намерението да вземе парите от Камила, която не знае цялата история и затова той приема друга самоличност, за да не открият, че е пират. Обаче, когато те най-накрая се срещнат, двамата се влюбват, така че заедно трябва да се изправят срещу всички онези, които се противопоставят на тяхната любов, особено Лисабета, нейният най-голям враг, тъй като тя притежава писмото от лекаря и знае истинската самоличност на Рикардо, когото може да разкрие.

## Актьори
- Сусана Гонсалес – Камила Дариен вдовица да Де Саламнка / Камила Дариен де Де Саламанка и Алмонте
- Фернандо Колунга – Рикардо Де Саламанка и Алмонте „Антияно“/ Рикардо Лопес де Карбахал
- Даниела Кастро – Мария Лисабета Де Саламанка
- Себастиан Рули – Сантяго Маркес / Сантяго Мансера и Руис
- Хуан Ферара – Хорхе Мансера и Руис
- Росио Банкелс - Офелия де Маркес
- Хосе Елиас Морено - Алберто Лафонт и Еспиноса
- Габриела Риверо - Фортуната Мендоса
- Раймундо Капетийо - Хусто Дариен
- Мати Уитрон - Франсиска Де Саламанка
- Мариана Кар - София Мендоса де Мансеа и Руис
- Кика Едгар - Инес Маркес де Дариен
- Алберто Естрея - Марио Фуентес
- Мая Мишалска - Урсула Мансера и Руис Мендоса
- Майте Ембил - Рита Дариен де Маркес / Рита Дариен де Мансера и Руис
- Марсело Кордоба - Асканио Гонсалес
- Марисол дел Олмо - Химена Ернандес
- Анаи - Мануела Лафонт и Еспиноса
- Уилям Леви - Васко Дариен
- Тоньо Инфанте - Гонсало
- Лорена Енрикес - Кончита
- Антонио Бренан - Криспин
- Хорхе Бренан - Панчо
- Алехандро Фелипе - Пако Дариен
- Артуро Васкес - Пабло
- Карлос Лопес Естрада - Клаудио Фернандес де ла Куева
- Херман Роблес - Тимотео Де Саламанка
- Ерик дел Кастийо - Гаспар де Валдес
- Исела Вега - Землячката
- Луис Хосе Сантандер - Джон Фореман
- Рафаел Инклан - Пират
- Емое де ла Пара - Мерседес вдовица де Де Саламанка
- Хорхе Трехо - Анхел
- Хорхе Нобле - Бермехо
- Алехандро Авила - Хуанчо
- Уго Масиас Макотела - Марселино
- Тина Ромеро - Фаустина
- Илиана де ла Гарса - Клеотилде
- Тоньо Маури - Алваро Фернандес де ла Куева
- Йошио - Китаеца
- Луис Кутуриер - Отец Лоренсо
- Евелин Соларес - Агата
- Рафаел Рохас - Хосе Мария де Валенсия
- Мария Долорес Олива - Помощничката
- Кокин - Бартоломе

## Екип
- Оригинална история – Мария Саратини
- Ко-адаптация - Гения Аргомедо
- Литературна редакция – Пилар Педроса
- Консултант направление „история“: Игнасио Ернандес
- Консултант направление „психология“: д-р Юдит Серман
- Сценография – Хуан Мануел Ернандес, Мигел Анхел Медина, Тереса Ортис
- Декор - Мануел Домингес, Лисбет Силва
- Дизайн на костюми – Пабло Монтес Ередия, Луис Енрике Ривас, Лорена Пиментел, Сиело Еспиноса
- Музикална тема Pasion - Хорхе Авенданьо
- Изпълнена от – Сара Брайтман и Фернандо Лима
- Сценична музика – Денис де Калафе, Хорхе Авенданьо
- Музикално оформление - Хесус Бланко
- Дигитални ефекти - Едгар Патрон, Уенди Пирол
- Директор продукция – Грасиела Валдивия
- Връзки с обществеността - Оливия Флорес, Арабела дел Торо, Хуан Морено
- Координатор продукция – Лили Мойерс
- Редактори - Хуан Франко, Луис Орасио Валдес
- Асистент-оператори - Абнер Велес, Рубен Фрутос
- Асистент-режисьори – Хорхе Роблес, Едуардо Рай
- Втори продуцент - Гилермо Гутиерес
- Продуцент – Артуро Лорка
- Оператор в локация – Карлос Санчес Рос
- Режисьор в локация – Карина Дупрес
- Оператор – Алехандро Фрутос
- Режисьор – Моника Мигел
- Изпълнителен продуцент – Карла Естрада

## Премиера
Премиерата на Изпепеляваща страст е на 17 септември 2007 г. по Canal de las Estrellas. Последният епизод е излъчен на 22 февруари 2008 г.

## DVD
Телевиса издава теленовелата в DVD-формат в Мексико и САЩ. Състои се от 4 диска и съдържа обобщение на теленовелата с продължителност повече от 13 часа и съдържа допълнителни материали. Американското издание съдържа субтитри на английски език.

## Награди и номинации
Награди TVyNovelas 2008
| Категория                            | Номинация         | Резултат   |
| ------------------------------------ | ----------------- | ---------- |
| Най-добра теленовела                 | Карла Естрада     | Номинирана |
| Най-добра актриса в главна роля      | Сусана Гонсалес   | Номинирана |
| Най-добър актьор в главна роля       | Фернандо Колунга  | Номиниран  |
| Най-добра актриса в отрицателна роля | Даниела Кастро    | Номинирана |
| Най-добър актьор в отрицателна роля  | Хосе Елиас Морено | Номиниран  |
| Най-добра актриса в поддържаща роля  | Марисол дел Олмо  | Печели     |
| Най-добър актьор в поддържаща роля   | Себастиан Рули    | Номиниран  |
| Най-добра първа актриса              | Исела Вега        | Номинирана |
| Най-добър пръв актьор                | Херман Роблес     | Печели     |
| Най-добра история или адаптация      | Мария Саратини    | Номинирана |
| Най-добър режисьор                   | Моника Мигел      | Номинирана |
| Най-добър оператор                   | Алехандро Фрутос  | Номиниран  |

Награди Califa de Oro 2007
| Категория                        | Номинация         | Резултат |
| -------------------------------- | ----------------- | -------- |
| Най-добро изпълнение на годината | Хосе Елиас Морено | Печели   |
| Най-добро изпълнение на годината | Мариана Кар       | Печели   |
| Най-добро изпълнение на годината | Уилям Леви        | Печели   |
| Най-добро изпълнение на годината | Себастиан Рули    | Печели   |
| Най-добро изпълнение на годината | Сусана Гонсалес   | Печели   |
| Най-добро изпълнение на годината | Росио Банкелс     | Печели   |
| Най-добра теленовела на годината | Карла Естрада     | Печели   |

Награди Sol de Oro 2008
| Категория            | Номинация     | Resultado |
| -------------------- | ------------- | --------- |
| Най-добра теленовела | Карла Естрада | Печели    |

Златни награди TV Adicto
| Година | Категория                                  | Номинация         | Резултат |
| ------ | ------------------------------------------ | ----------------- | -------- |
| 2007   | Най-добра сценография и декор              | Карла Естрада     | Печели   |
| 2007   | Най-добър грим и гардероб                  | Карла Естрада     | Печели   |
| 2007   | Най-добро начално видео                    | Карла Естрада     | Печели   |
| 2007   | Най-добър актьор във второстепенна роля    | Хосе Елиас Морено | Печели   |
| 2007   | Най-добра актриса във второстепенна роля   | Марисол дел Олмо  | Печели   |
| 2007   | Най-добро специално участие                | Рафаел Инклан     | Печели   |
| 2007   | Най-добра актриса в отрицателна роля       | Даниела Кастро    | Печели   |
| 2007   | Специална награда за актриса в главна роля | Сусана Гонсалес   | Печели   |
| 2007   | Най-добър пръв актьор                      | Херман Роблес     | Печели   |
| 2007   | Най-добра оригинална история               | Мария Саратини    | Печели   |
| 2007   | Най-добър персонаж                         | Мариана Кар       | Печели   |
| 2007   | Най-добър оператор                         | Алехандро Фрутос  | Печели   |
| 2007   | Най-добър режисьор                         | Моника Мигел      | Печели   |
| 2007   | Най-добър продуцент                        | Карла Естрада     | Печели   |

Награди Браво 2008
| Категория      | Номинация         | Резултат |
| -------------- | ----------------- | -------- |
| Мъжко откритие | Уилям Леви        | Печели   |
| Мъжко участие  | Хосе Елиас Морено | Печели   |

Награди ACE
| Година | Категория               | Номинация           | Резултат |
| ------ | ----------------------- | ------------------- | -------- |
| 2009   | Най-добра теленовела    | Карла Естрада       | Печели   |
| 2009   | Най-добро мъжко участие | Хосе Елиас Морено   | Печели   |
| 2009   | Най-добър актьор        | Уго Масиас Макотела | Печели   |
| 2009   | Най-добър режисьор      | Моника Мигел        | Печели   |

## В България
В България сериалът е излъчен по TV 7.
| Студио                 | Александра Аудио                                                                                                 |
| Изпълнителен продуцент | Васил Новаков |
| Преводачи              | Десислава Христова Бистра Благоева Ира Кюрпанова Анелия Добрева Радост Мазганова                                 |
| Озвучаващи артисти     | Наталия Бардская Светлана Смолева Мина Костова Цветослава Симеонова Стефан Стефанов Здравко Димитров Илия Иванов |
| Тонрежисьори           | Васил Вълков Пламен Чернев                                                                                       |
| Режисьор на дублажа    | Василка Сугарева                                                                                                 |